# Achimelech

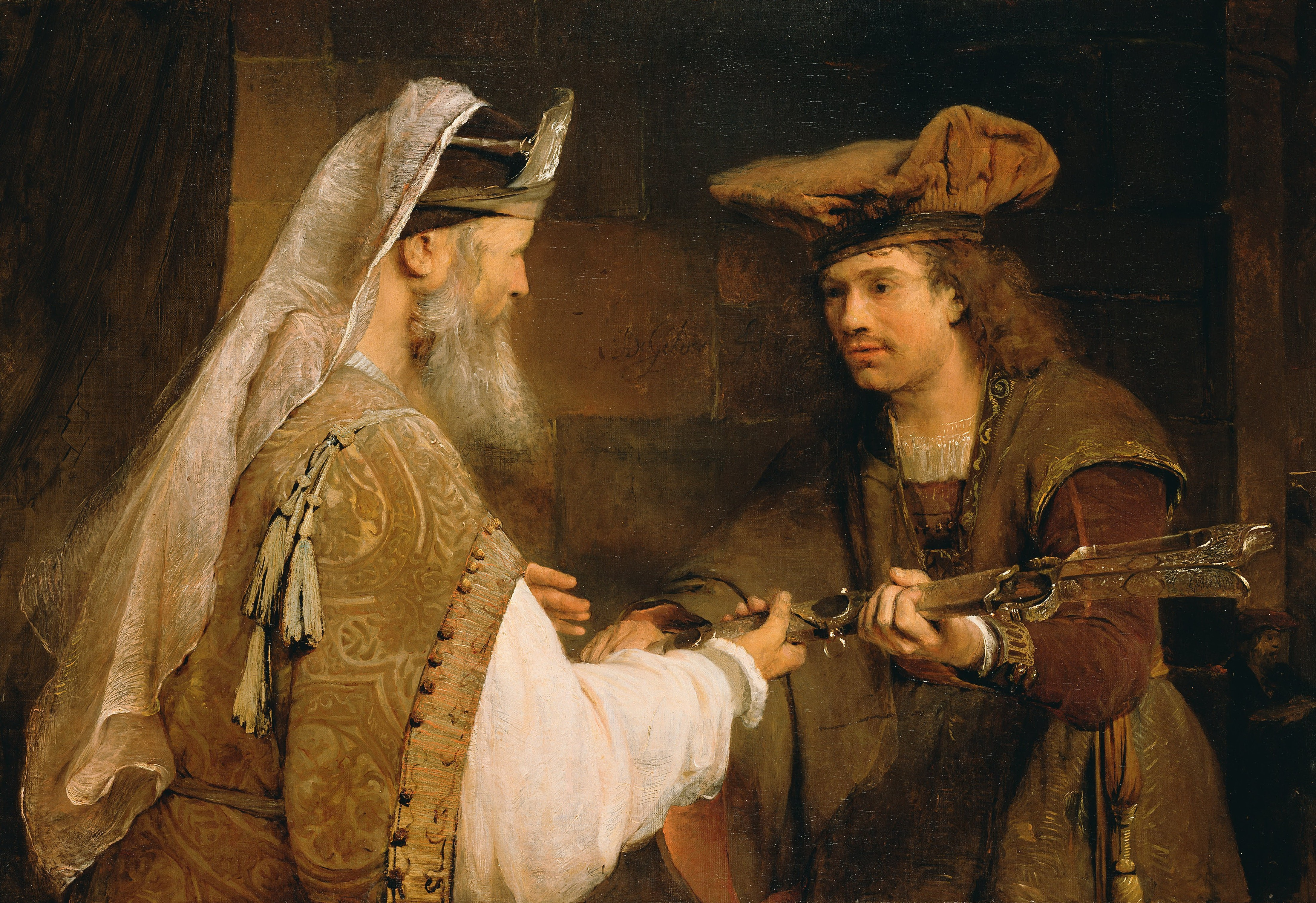
Achimelech geeft Goliats zwaard aan David (door Arent de Gelder).

Achimelech (Hebreeuws: אחימלך, ’Ăḥîmeleḵ, "mijn broeder / vriend is koning") was volgens de Hebreeuwse Bijbel een hogepriester van de Israëlieten. Hij was de zoon van Ahitub en achterkleinzoon van Eli. Tijdens de regering van koning Saul woonde hij in Nob.
Hoewel 1 Samuel 14:3 zegt dat Achimelechs vader Ahitub werd opgevolgd door Achia, wordt over het algemeen aangenomen dat dit Achimelech aanduidt, wat zou betekenen dat Achimelech Saul heeft vergezeld op veldtochten. Sommige commentatoren veronderstellen echter dat Achia en Achimelech broers waren en beiden het ambt van hogepriester bekleedden, Achia in Gibea of Kirjath-jearim en Achimelech in Nob.

## Hebreeuwse Bijbel
Toen David op de vlucht was voor Saul, wendde hij voor een opdracht voor Saul uit te voeren en vroeg Achimelech om voedsel. Hierop gaf Achimelech David, omdat er geen ander voedsel voorhanden was, het heilige toonbrood en het zwaard van Goliat, dat achter het altaar opgeslagen lag (1 Samuel 21:2-7). Doëg, een dienaar van Saul, was hierbij aanwezig en vertelde Saul wat Achimelech had gedaan. Saul ontbood Achimelech en vroeg of het verslag van Doëg juist was. Achimelech bevestigde dit, wees erop dat hij geen reden had eraan te twijfelen dat David in opdracht van Saul was gekomen en smeekte voor het leven van zijn familie (1 Samuel 21:9-15). Saul veroordeelde Achimelech en zijn hele familie ter dood. De Israëlische soldaten weigerden echter een priesterfamilie te doden, zodat de Edomiet Doëg dit uiteindelijk deed en Achimelech, 84 andere priesters, de rest van de bevolking en de veestapel van Nob doodde (1 Samuel 22:16-19). Alleen Abjatar, zoon van Achimelech, kon ontsnappen (1 Samuel 22:20) en bekleedde na de troonsbestijging van David de functie van hogepriester (2 Samuel 15:29). 
Het verhaal maakt duidelijk dat David niet zonder schuld was aan deze tragedie. In het begin misleidde hij de priester van Nob bewust door te wijzen op zijn speciale relatie tot Saul (1 Samuel 21:2, 3) en bezegelde daarmee het lot van Achimelech. Toen Achimelech zich verdedigde tegenover Saul en Davids woorden letterlijk citeerde, lokte dat Sauls bloedige oordeel uit. David erkende zijn schuld en zei: "Toen ik die dag in Nob merkte dat de Edomiet Doëg er ook was, was ik er al bang voor dat hij Saul zou inlichten. Ik ben dus de oorzaak van de dood van uw familieleden" (1 Samuel 22:22). Naar aanleiding hiervan schreef David Psalm 52, waarin hij zichzelf als "de koning met de harp" tegenover de verraderlijke Doëg plaatste. Deze stileringen hebben de latere beelden van beiden grondig beïnvloed. In het licht van zijn gewelddadige dood is de betekenis van de naam Achimelech ("mijn broeder / vriend is koning") een bewust toegevoegd tragisch element in het verhaal.

## Nieuwe Testament
In Marcus 2:26 zei Jezus abusievelijk dat Abjatar hogepriester was en David van de toonbroden liet eten. Het was echter Abjatars vader Achimelech die dat deed (1 Samuel 21:2-7).

## Andere personen met de naam Achimelech
- De zoon van bovengenoemde Abjatar en kleinzoon van de hogepriester Achimelech (1 Kronieken 18:16).
- Een andere tijdgenoot van David, die met Abisai werd uitgenodigd om David te vergezellen in zijn poging Saul's legerplaats te verkennen. Hij ging niet mee (1 Samuel 26:6).